# Port lotniczy Gądów Mały

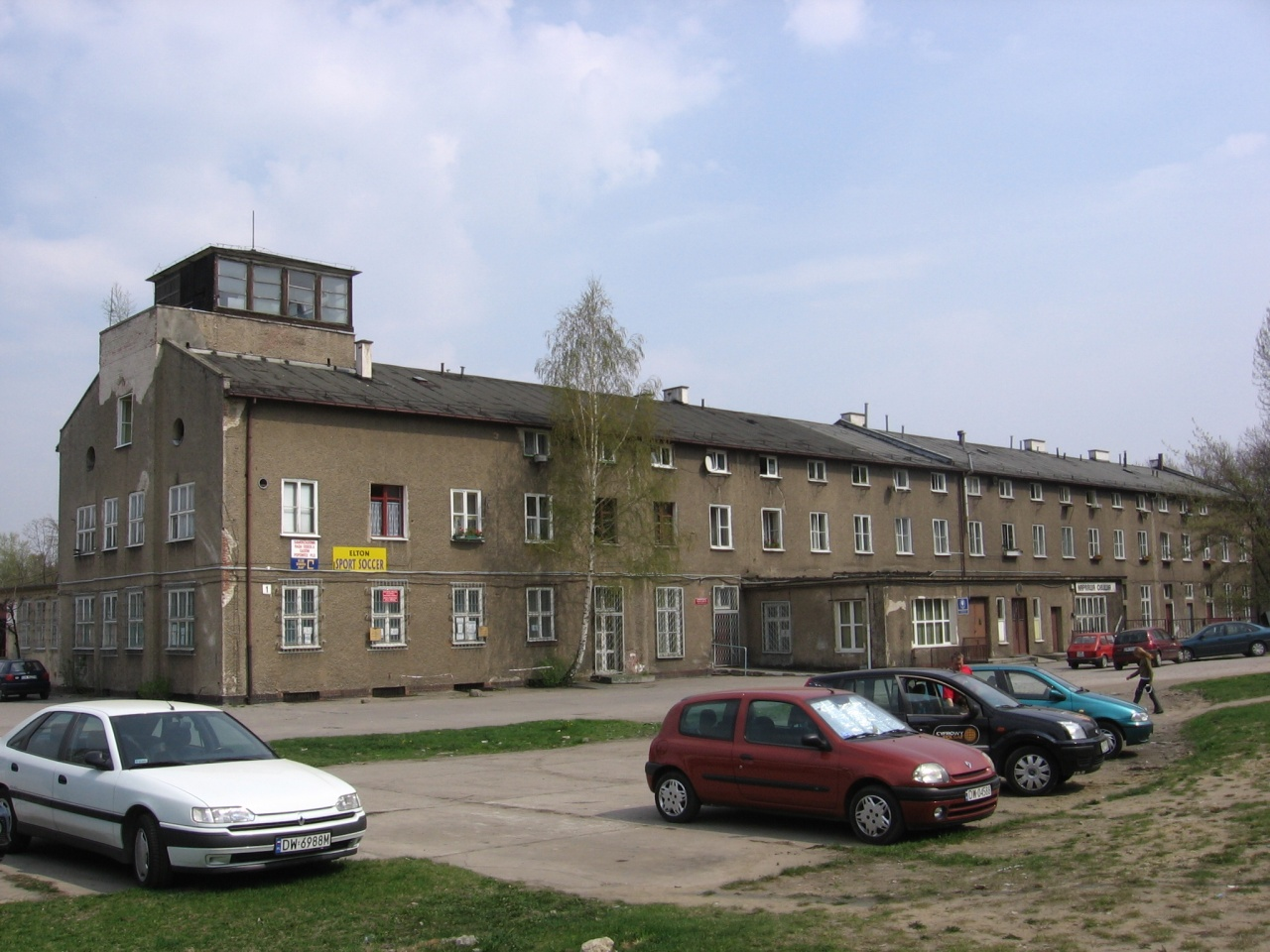
Dawny budynek lotniska na Gądowie (zbudowany w 1936) i jego wieża kontroli lotów

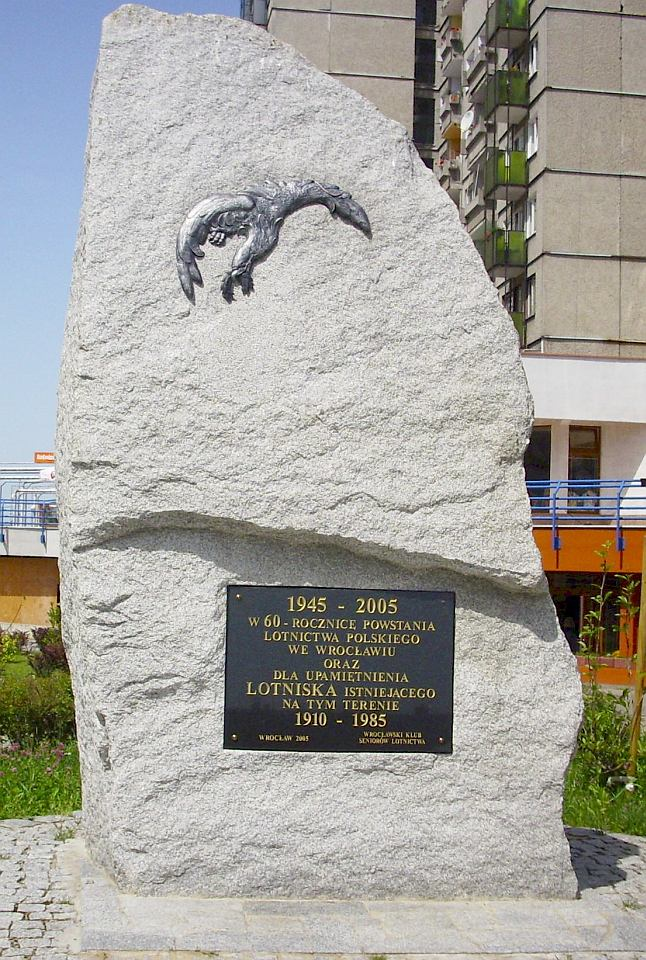
Pomnik upamiętniający lotnisko gądowskie

Port lotniczy Gądów Mały (niem. Flughafen Klein-Gandau) – nieistniejące już lotnisko w zachodniej części  Wrocławia, na osiedlu Gądów Mały. 
Kiedy w 1872 miasto zakupiło od Skarbu Państwa teren dla ćwiczeń wojsk garnizonu, nikt nie sądził, że rozwinie się tu prężnie nowa gałąź przemysłu i komunikacji. Na miejscu placu apelowego powstało lotnisko wojskowe (Flughafen Klein-Gandau). Było to jedno z pierwszych lotnisk w Niemczech i aż do zbudowania w 1936 lotniska na Strachowicach (Flughafen Schöngarten) jedyne we Wrocławiu. Leżało bezpośrednio przy trasie wylotowej na zachód, w odległości pięciu kilometrów od centrum. Połączenie z centrum miasta zapewniała linia tramwajowa nr 6 mająca trasę: ul. Gliniana, ul. Borowska, ul. Hugonna Kołłątaja, Rynek, pl. Jana Pawła II, ul. Legnicka. W późniejszym okresie jeździły tam także tramwaje linii 1 i 5 oraz autobusy linii A i D. Niedaleko lotniska była bardzo popularna gospoda "Zum Letzen Heller" ("Na Ostatnim Groszu"), gdzie po podróży pasażerowie mogli się posilić.
Historia pomysłu pierwszego lotniska we Wrocławiu sięga 1865. Wtedy wrocławscy działacze z branży przemysłu - bracia Berg - sfinansowali przelot balonem, który udanie zakończył lądowanie na terenie osady Klein Gandau (obecnie nazywanej Gądów Mały).
Początki wrocławskiego lotnictwa to jego pionier w mieście - majętny kupiec Fritz Heidenreich (1872-1937), który jako pierwszy wrocławianin uzyskał w 1910 licencję pilota. Własnym kosztem wybudował pole wzlotów w podmiejskiej wówczas osadzie Gandau - to pole stało się z czasem pierwszym wrocławskim portem lotniczym. Oficjalną datą otwarcia lotniska na Gądowie Małym jest październik 1910. 
W 1910 postawiono przenośny hangar do bazowania sterowców. Stacjonował w nim sterowiec Parseval PL-5, który spłonął 16 czerwca 1911 w Hannoversch Münden podczas wypuszczania wodoru. Jego miejsce zajął Parseval PL-9 (sprzedany w 1913 Turcji). Pierwszą stałą infrastrukturę stanowiły trzy hangary, zbudowane prawdopodobnie w 1914, tuż przed wybuchem wielkiej wojny światowej, przy Gandauer Str..
Od 1920 w wyniku postanowień Traktatu Wersalskiego było to lotnisko wyłącznie cywilne. Pierwszy lot samolotu pasażerskiego odbył się w 1921. 
Od 1922 działała przy nim filia fabryki samolotów Junkersa. Pełny rozwój lotniska datuje się na lata 30., kiedy obsługiwało regularne loty krajowe do Berlina, Szczecina, Jeleniej Góry, Gliwic, Goerlitz, Drezna, Lipska i Halle, a także zagraniczne do Warszawy i Pragi. Odbywały się tu loty szybowcowe i skoki spadochronowe. Trasy pierwszych dwóch z czterech wyścigów Challenge (1929 i 1930) prowadziły przez lotnisko Klein Gandau. W 1930 przyleciał sterowiec Graf Zeppelin. W lipcu 1932 w trakcie kampanii wyborczej do Reichstagu przyleciał do Breslau Adolf Hitler. Lądował tu także czterosilnikowy Junkers G 38ce, wówczas największy samolot na świecie.
W 1932 r. wybudowano betonowy hangar z wieżą przy dzisiejszej ulicy Lotniczej. W 1937 r. uroczyście oddano do użytku nowoczesny – istniejący do dziś – budynek zarządu lotniska, z wieżą kontroli lotów, reprezentacyjną halą przylotów i restauracją na tarasie widokowym. W latach 1900–1901 celem domknięcia pierścienia twierdzy oraz ochrony lotniska wybudowano na jego południowej krawędzi przy ul. Bystrzyckiej betonowy kompanijny schron piechoty oraz wybetonowano podjazd, ale lotnisko przez cały czas istnienia miało miękką, trawiastą nawierzchnię.
W czasie drugiej wojny światowej pod nadzorem Luftwaffe. Oba wrocławskie lotniska: Klein-Gandau i Schöngarten były bazami operacyjnymi dla lotnictwa, wchodzącego w skład Luftflotte 4, podczas inwazji na Polskę (operacja Fall Weiss). Później działała tu Flugzeugfuhrer-Schule „E”. Zakłady Junkersa zajęły się produkcją wojenną, składając samoloty wojskowe, m.in. Ju 87 („sztukasy”).
W dniu 22 listopada 1941 podczas przymusowego lądowania samolot Heinkel He 111 z asem lotniczym, Wernerem Möldersem (115 zwycięstw) jako pasażerem (leciał z Krymu do Berlina na pogrzeb Ernsta Udeta) rozbił się grzebiąc w szczątkach całą załogę. Na miejscu jego śmierci (obecnie motel na Pilczycach) postawiono pomnik istniejący jeszcze w latach 50.. Przyczyną katastrofy była awaria maszyny lub zaczepienie o komin fabryczny. Przeżył tylko adiutant Möldersa – major Paul Wenzel. Przy zwłokach znaleziono listy, w których krytykował reżim hitlerowski.
Strategiczny punkt obrony miasta w 1945. W połowie lutego pierścień oblężenia wokół Festung Breslau został zamknięty i od tego czasu droga powietrzna był jedyną metodą zaopatrzenia i ewakuacji rannych. 24 lutego dowódcą obrony został mianowany podpułkownik von Friedeburg. Było to jedyne lotnisko jakim dysponowali Niemcy (drugie w Strachowicach było na pierwotnej linii obrony i zostało utracone, lotnisko na pl. Grunwaldzkim nie było gotowe, a inne pola wzlotów nie były odpowiednie do obsługi takiego ruchu). Jednak już w marcu wojska rosyjskie skutecznym ostrzałem z moździerzy niszczyły jego powierzchnię naprawianą potem przez saperskie oddziały Volkssturmu. W marcu linia obrony przesunęła się na odcinek Żerniki – Maślice i rosyjska obrona przeciwlotnicza mająca pozycje w odległości jednego kilometra od lotniska praktycznie uniemożliwiła używanie go. Kiedy nie można już było na nim lądować było wykorzystywane jako miejsce zrzutu zaopatrzenia. Ocenia się, że do tego czasu Niemcy zdążyli ewakuować ponad 6 tysięcy rannych oraz sprowadzić ponad 3 tysiące żołnierzy. Ostatecznie, lotnisko bronione przez spadochroniarzy i działa 88 mm zostało zdobyte przez oddziały 359 DP Armii Czerwonej po natarciu dokonanym 1 kwietnia z rejonu Nowego Dworu.
Zniszczenia wojenne uniemożliwiały korzystanie z lotniska. Teren musiał zostać rozminowany. Wyrównywanie lejów i usuwanie pozostałości po walkach trwało aż do 1947.
W dawnym hangarze powstała filia bielskich zakładów szybowcowych. Do 1979 roku zbudowano przeszło 1000 szybowców.
W latach 1946–1958 Gądów obsługiwał regularne loty cywilne linii lotniczych PLL Lot (drugie wrocławskie lotnisko, Wrocław-Strachowice było w tym czasie używane prawie wyłącznie przez wojsko).
Również od 1946, aż do zamknięcia w 1978 było to lotnisko sportowe używane przez Aeroklub Dolnośląski.
13 września 1959 roku otwarto Salon Lotniczy. Podczas inauguracji na lotnisku klubowym zgromadziło się 200 tysięcy osób. Było tu centrum wrocławskiej społeczności lotniczej. Tutaj odbyły się pierwsze Samolotowe Rajdy Dziennikarzy i Pilotów. Organizowano Międzynarodowe Zawody o Błękitną Wstęgę Odry, Dni Wrocławskich Skrzydeł itp. Na Gądowie działały m.in. Centrum Wyszkolenia Lotniczego, lotnictwo sanitarne, agrolotnictwo, zakłady szybowcowe, stacja meteorologiczna. Uczył się tu latać m.in. Mirosław Hermaszewski. W 1978 przeprowadzono ostatnie szkolenie szybowcowe i skoki spadochronowe, po czym zamknięto lotnisko.
W połowie lat 70. teren Gądowa przeznaczono pod zabudowę mieszkaniową i podjęto decyzję o likwidacji lotniska. Na jego miejscu powstało osiedle, a nazwy ulic – Balonowa, Skrzydlata, Szybowcowa, Latawcowa, Sterowcowa, Samolotowa, Bajana, oraz bulwarów: Dedala i Ikara – nawiązują do lotniczej przeszłości tego miejsca.